# Église Santa Maria Maggiore alla Pietrasanta

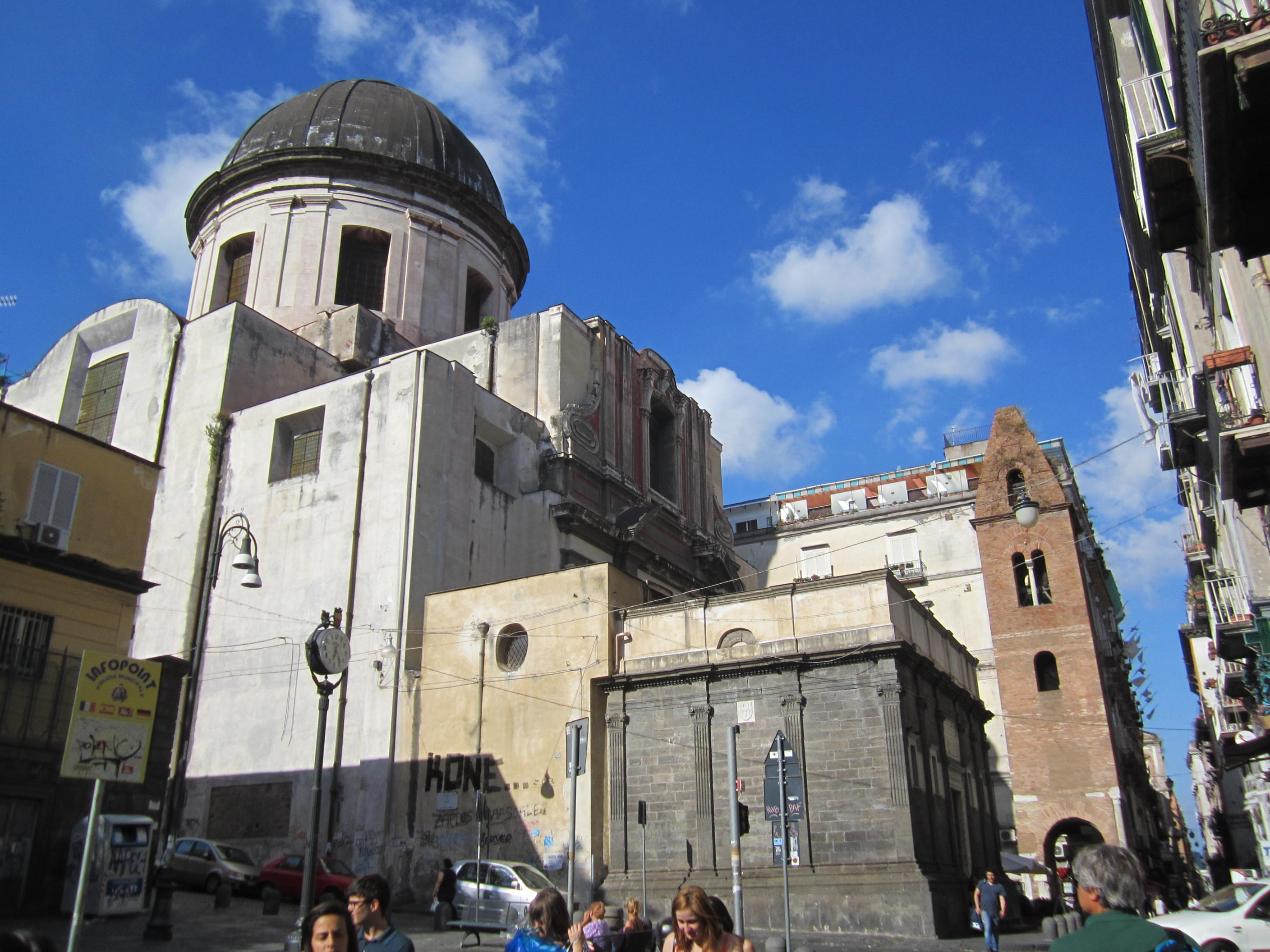
Vue de côté de l'église.

Pour les articles homonymes, voir Pietrasanta (homonymie).
L'église Santa Maria Maggiore alla Pietrasanta est une des églises les plus importantes du centre historique de Naples. Elle se trouve contiguë à la chapelle Pontano et à l'église de l'Archiconfrérie du Cappuccio alla Pietrasanta.

## Histoire
Son histoire remonte au VIe siècle, lorsqu'une basilique paléochrétienne est construite sur des ruines romaines et consacrée en l'an 535. L'église baroque actuelle est bâtie entre 1653 et 1678 selon les plans de Cosimo Fanzago. La façade est demeurée incomplète dans son second ordre, tandis que le portail de Pietro Sanbarberio remonte à 1675.
Des restaurations ont lieu au XVIIIe siècle, notamment de la part de Giuseppe Lucchese Prezzolini, et au XIXe siècle. En 1803, le couvent est nationalisé et transformé en caserne de pompiers. L'église est gravement endommagée par les bombardements américains de 1943. Les travaux de restauration se déroulent jusqu'en 1976. L'église est demeurée fermée pendant des décennies. Elle est ouverte désormais et sert d'auditorium pour des concerts. 
Selon la tradition, le pape saint Évariste serait enterré sous l'église.

## Description

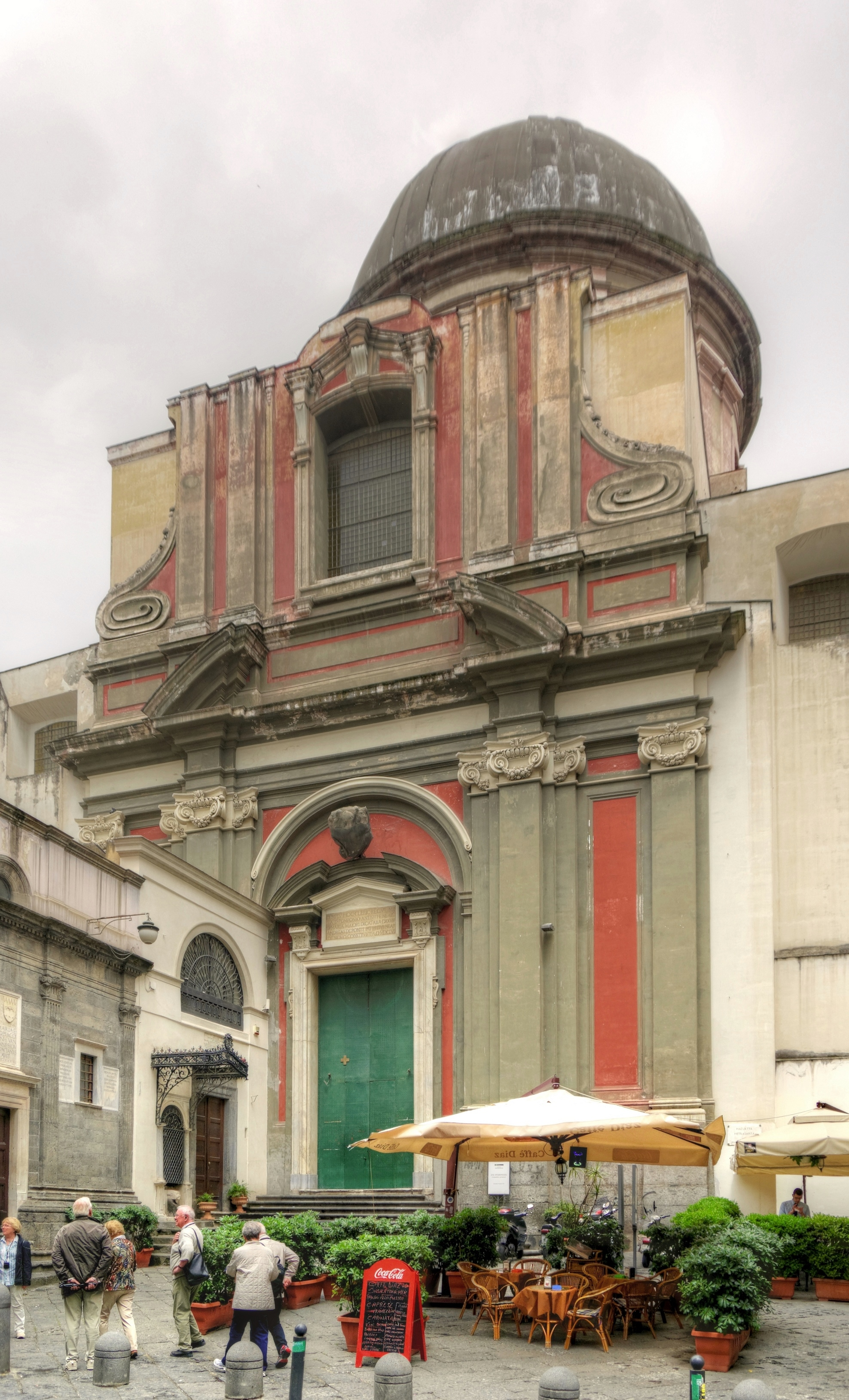
Façade de l'église.

### Campanile
Le campanile roman du XIe siècle est en latérite. C'est l'une des tours les plus anciennes d'Italie. Il comprend divers éléments architectoniques de marbre et des inscriptions d'époque romaine qui ont été réutilisés pour la construction de l'église, en particulier des blocs de la base de la structure. Ils faisaient partie d'un ancien temple romain dédié à Diane. Le côté donnant sur le decumanus maximus présente bien en évidence un bloc de marbre incrusté et un autel tous les deux d'époque romaine.

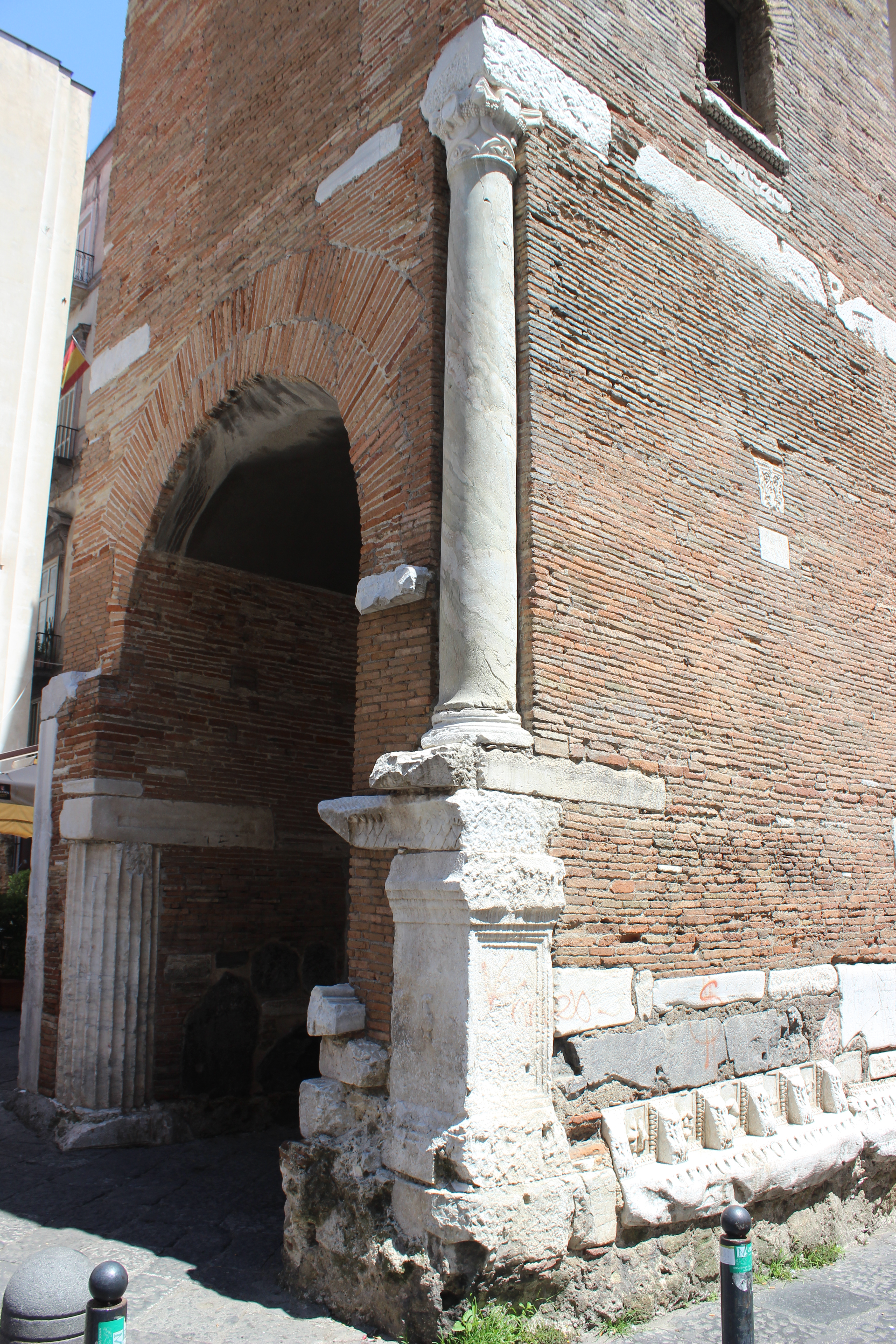
Base du campanile avec des marbres romains
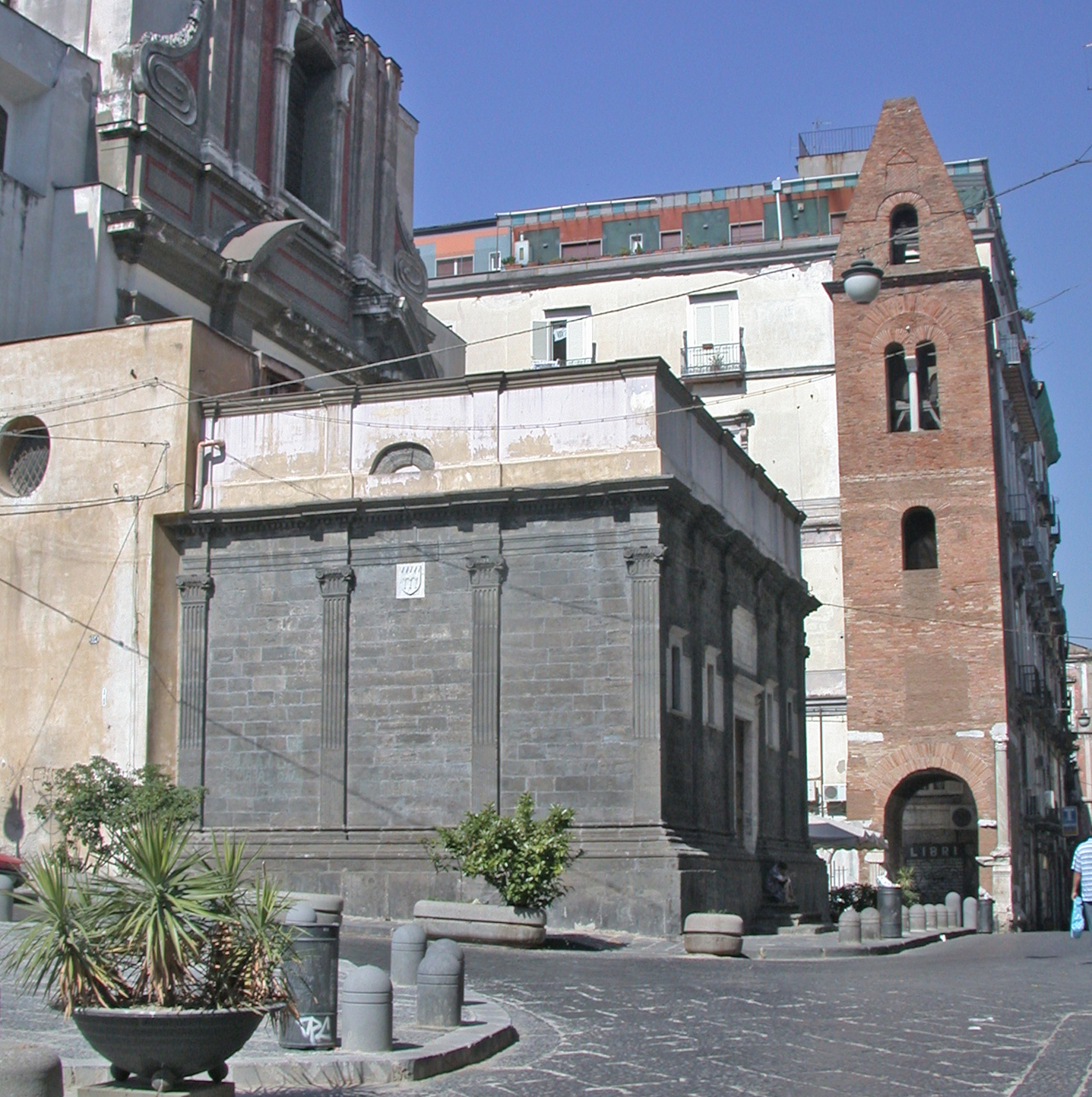
La chapelle Pontano et le campanile

### Extérieur
L'église est adossée à un corps de bâtiment latéral composé de la chapelle Pontano datant de 1492 et de la chapelle du Sauveur datant du XVIIIe siècle. L'église présente deux ordres reliés par des volutes de tuf en stuc. Le premier ordre est ionique et le second, corinthien, n'est plus visible à cause de l'écroulement du tympan triangulaire qui a fait disparaître les chapiteaux des lésènes.
La partie inférieure présente une rampe d'accès vers le majestueux portail de marbre blanc encaissonné dans une arcature aveugle, œuvre de Pietro Sanbarberio. Les côtés de l'église sont a vista. On distingue bien les voûtes penchées vers l'extérieur du transept, tandis que, dans les côtés de l'intersection, des chapelles s'étendent entre les bras. Les fenêtres sont à nu et inclinées par rapport à l'axe horizontal.

### Intérieur
L'intérieur s'inscrit dans une croix grecque avec des chapelles latérales. Il est richement décoré de stucs et présente un ordre colossal corinthien. Le pavement de majoliques de Giuseppe Massa remonte au XVIIIe siècle. Des sculptures de Matteo Bottiglieri ont été installées dans une chapelle.
La crypte présente des vestiges de l'ancienne basilique paléochrétienne avec des fragments d'une  grande mosaïque romaine. On a retrouvé récemment le cercueil du naturaliste Stefano delle Chiaje (1794-1860), enterré ici selon la volonté de l'Académie.

## Notes et références

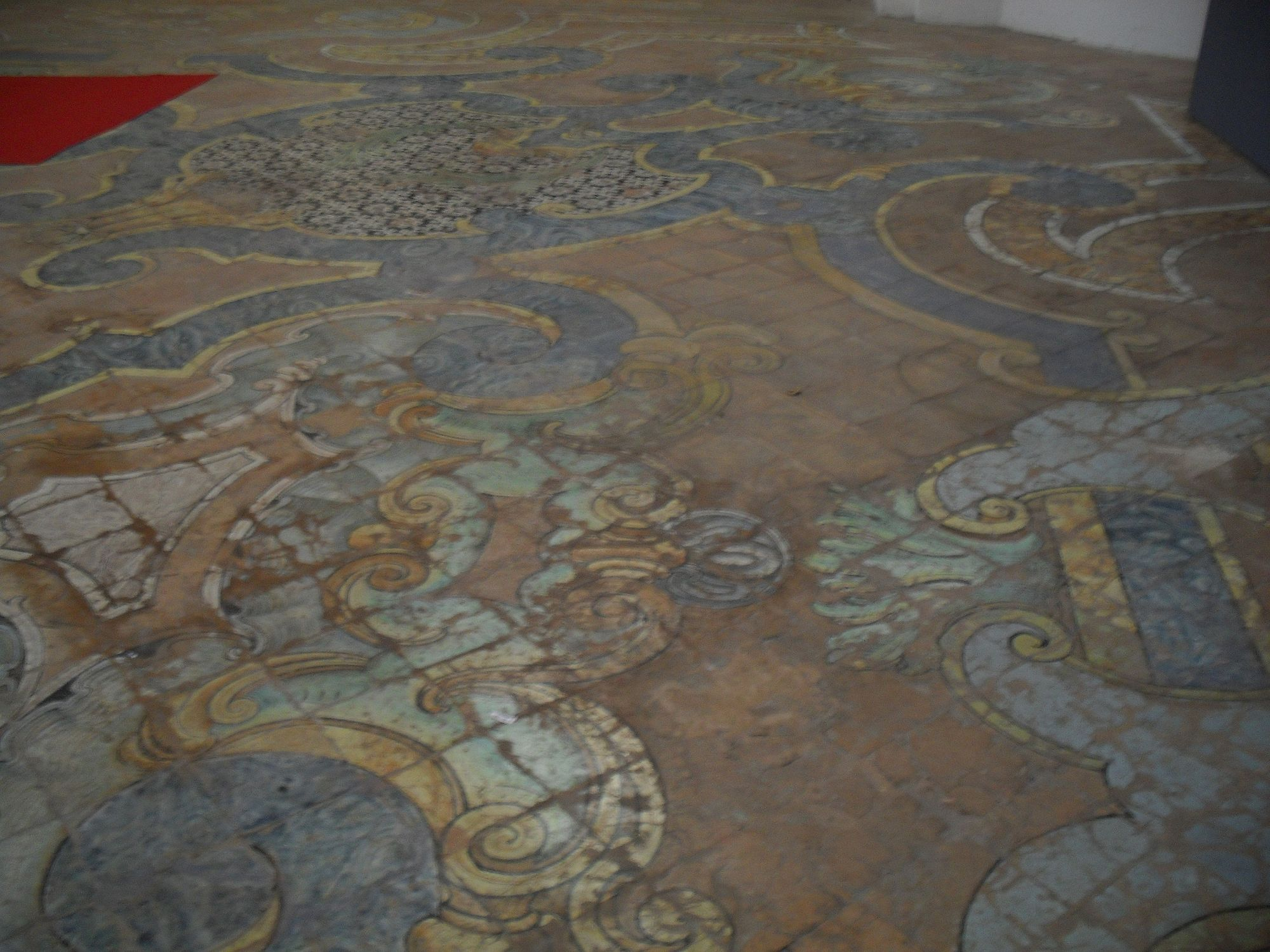
Détail du pavement.

## Illustrations

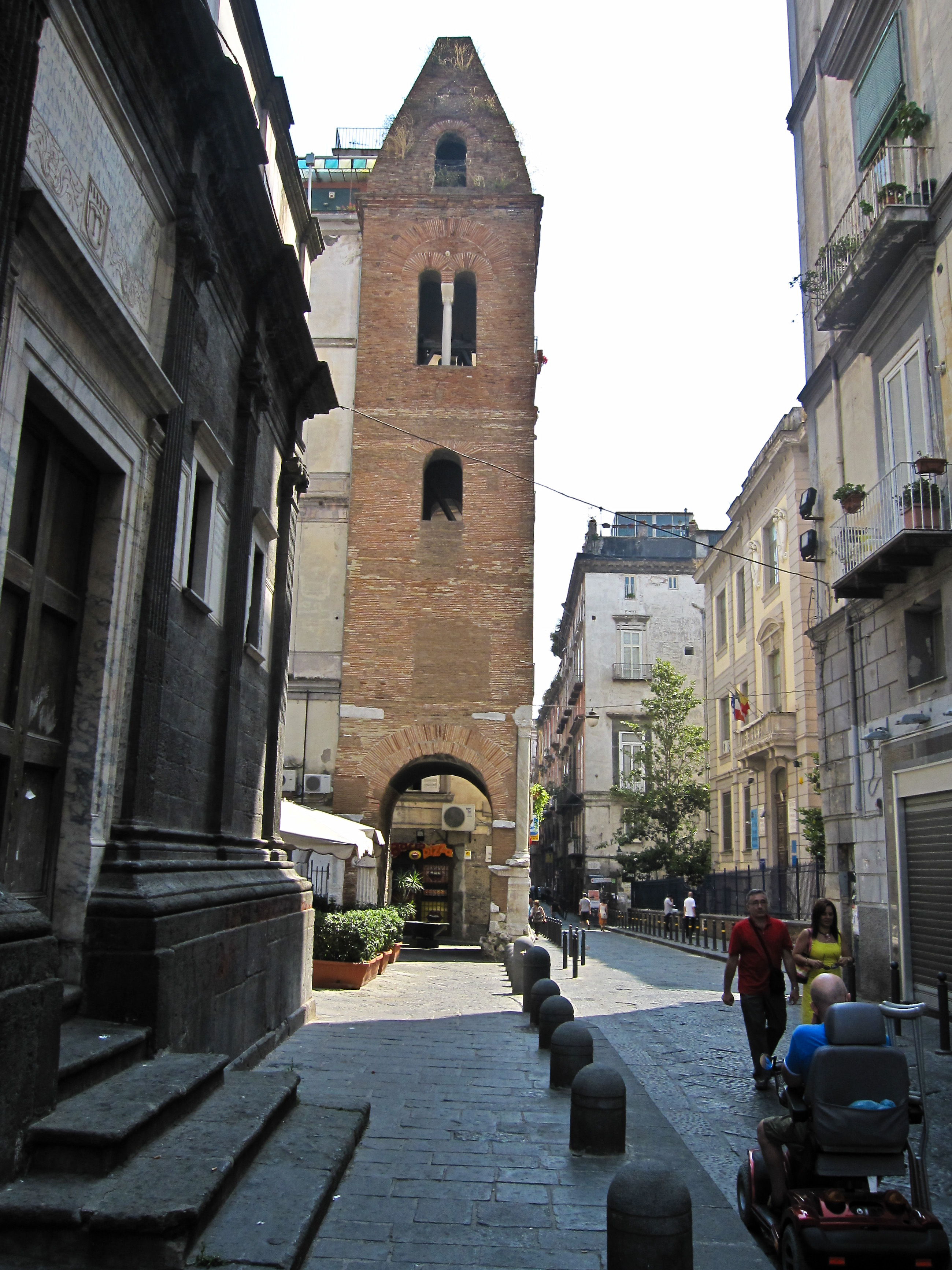
Le campanile roman
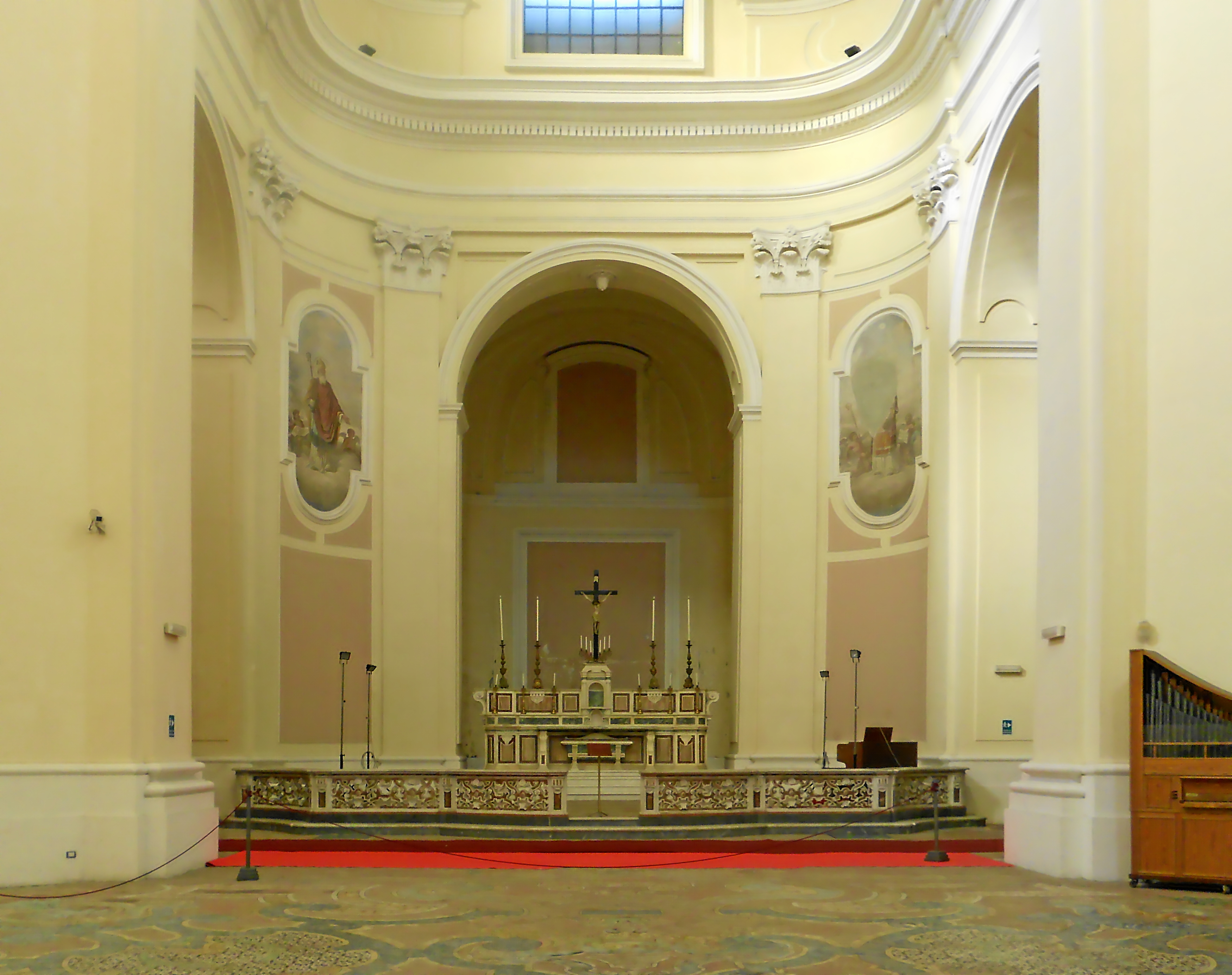
Vue du maître-autel
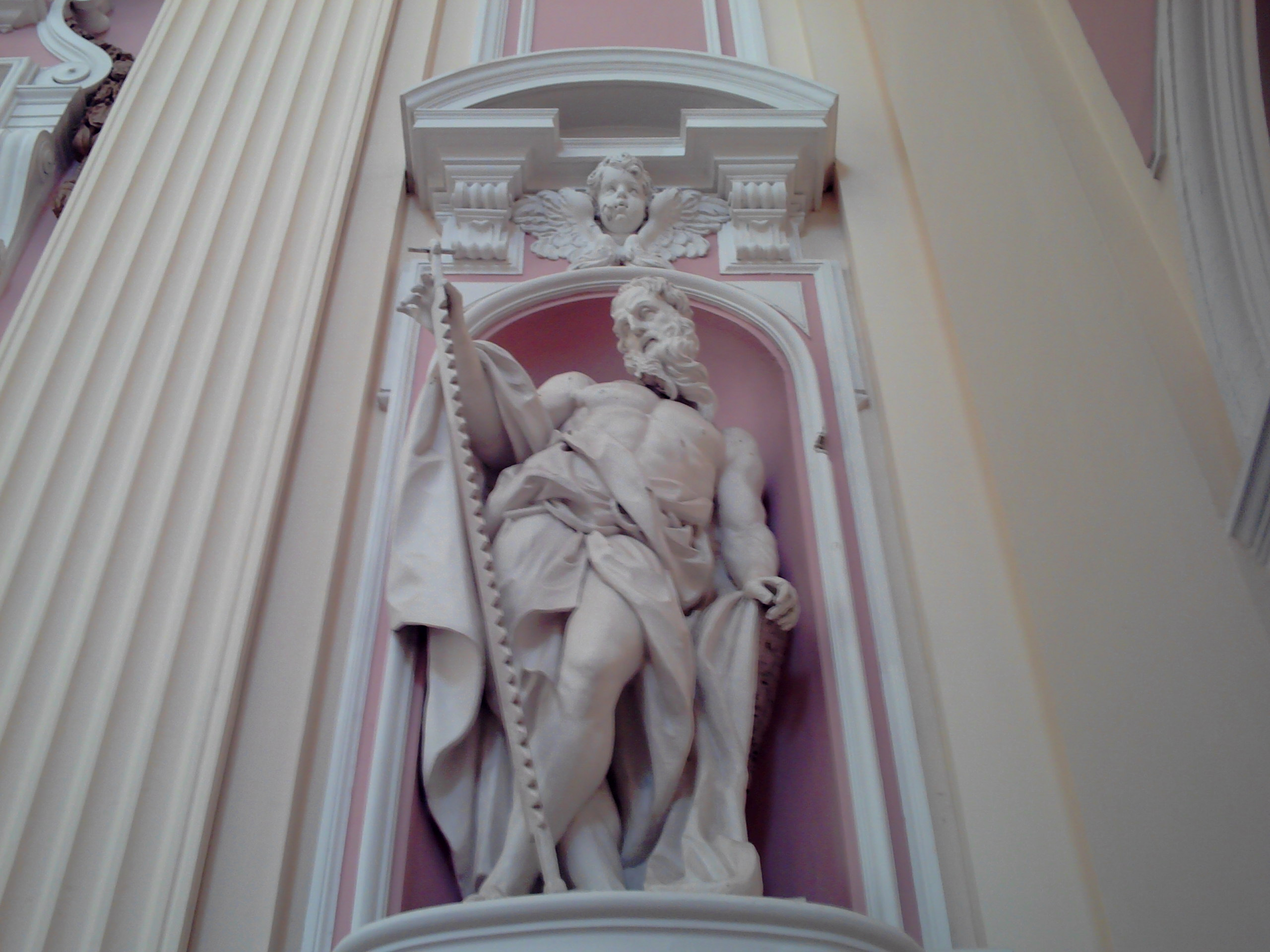
Statue de saint

## Source de la traduction
- (it) Cet article est partiellement ou en totalité issu de l’article de Wikipédia en italien intitulé « Chiesa di Santa Maria Maggiore alla Pietrasanta » (voir la liste des auteurs).